# Жировой плавник
Жирово́й плавник — непарный плавник у представителей нескольких отрядов костных рыб. Представляет собой кожистый вырост, находящийся позади спинного плавника. Жировой плавник состоит из жировой ткани и не имеет настоящих плавниковых лучей. Он имеет округлую форму и по размерам обычно намного меньше спинного плавника, хотя у некоторых видов достигает значительного развития.
Жировой плавник имеется у представителей восьми современных отрядов рыб, в том числе харацинообразных, сомообразных и лососеобразных. Хотя он присутствует не у всех представителей этих отрядов, он не встречается у других рыб. Наличие жирового плавника прослеживается у ископаемых рыб вплоть до мезозоя (у некоторых видов, считающихся предками лососевых).
Предназначение этого органа остается неясным, несмотря на проводимые исследования. Некоторые источники полагают, что он служит в качестве дополнительного запаса жира. В связи с тем, что у некоторых видов (например, у нерки) жировой плавник самцов больше, чем у самок, высказывалось мнение, что его размер может служить дополнительным фактором привлечения самки в период размножения. Однако этот вопрос до конца не прояснён.
Специальные исследования канадских ученых, проведённые в 2004 году над молодью стальноголового лосося, показали, что жировой плавник может иметь значение для улучшения гидродинамических свойств тела рыбы. Мальки лосося с удалённым или подрезанным жировым плавником при плавании совершали движения хвостовой частью тела с увеличенной амплитудой. Очевидно, жировой плавник уменьшает образование завихрений набегающего потока воды позади спинного плавника. Вероятно также, что богато иннервированные покровы жирового плавника помогают рыбе чувствовать образование вихрей и выбирать оптимальный способ движения.